# GGTLC2
GGTLC2 (англ. Gamma-glutamyltransferase light chain 2) – білок, який кодується однойменним геном, розташованим у людей на довгому плечі 22-ї хромосоми. Довжина поліпептидного ланцюга білка становить 218 амінокислот, а молекулярна маса — 23 661.
| 10         |  | 20         |  | 30         |  | 40         |  | 50         |
| ---------- |  | ---------- |  | ---------- |  | ---------- |  | ---------- |
| MTSEFFAAQL |  | RAQISDDTTH |  | PISYYKPEFY |  | TPVDGGTAHL |  | SVVAEDGSAV |
| SATSTINLYF |  | GSKVRSPVSE |  | ILFNDEMDDF |  | SSPNITNEFG |  | VPPSPANFIQ |
| PGKQPLSSMC |  | PTIMVGQDGQ |  | PPSHADHTPM |  | PQAIIYNLWF |  | GYDVKRAVEE |
| PRLHNQLLPN |  | VTTVERNIDQ |  | AVTAALETRH |  | HHTQIASTFI |  | AVVQAIVRTA |
| GGWAAASDSR |  | KGGEPAGY   |  |            |  |            |  |            |

A: Аланін

C: Цистеїн

D: Аспарагінова кислота

E: Глутамінова кислота

F: Фенілаланін

G: Гліцин

H: Гістидин

I: Ізолейцин

K: Лізин

L: Лейцин

M: Метіонін

N: Аспарагін

P: Пролін

Q: Глутамін

R: Аргінін

S: Серин

T: Треонін

V: Валін

W: Триптофан